# 라오디케
라오디케(Laodice)는 그리스 신화에 나오는 프리아모스의 딸이다. 프리아모스와 헤카베는 카산드라를 비롯하여 폴릭세네, 크레우사, 라오디케 등의 딸을 두었는데, 라오디케가 여러 자매들 가운데서 가장 미모가 뛰어났다고 한다. 라오디케는 트로이의 장로 안테노르의 아들 헬리카온과 결혼하였다. 라오디케의 오빠 파리스는 스파르타를 방문하였다가 메넬라오스가 나라를 비운 사이에 그의 아내 헬레네를 트로이로 데려와 트로이전쟁의 발단이 되었다. 전쟁이 일어나기 전에 테세우스의 아들 아카마스 등이 헬레네의 반환을 요구하는 사절로 트로이를 방문하였는데, 라오디케는 아카마스를 사랑하여 그와의 사이에서 아들 무니토스를 낳았다.